# 混合的危險
《混合的危險》（日语：混ぜるな危険）是日本前衛搖滾樂團筋肉少女帶的第19張單曲。2015年8月5日由德間日本傳播發行。

## 解說
《混合的危險》是筋肉少女帶自從上一張單曲《Tour Final》以來，睽違7年發行的最新單曲。販售形式有初回限定盤和通常版共兩種，初回限定盤有附贈遊戲包裝盒形式的特典DVD，內容收錄了2014年12月23日在會場LIQUIDROOM演唱的歌曲，總計有12首。至於CD的限定盤和通常盤版所收錄的內容都相同。
《混合的危險》也是自從1997年的第14張單曲《小小的戀愛旋律》以來，經過18年之後再度被採用作為動畫主題歌曲的單曲。2015年7月至12月在TOKYO MX等UHF系首播的電視動畫《潮與虎》當作第1、2季片頭主題曲使用。
《潮與虎》電視動畫播出之後，通常版的封面插圖則是由同名漫畫的原作者藤田和日郎親筆繪製。

## 收錄歌曲
所有歌曲都由筋肉少女帶編曲。
1. 混合的危險（混ぜるな危険） (4:18)
  - 作詞：大槻賢二（日语：大槻ケンヂ），作曲：本城聰章
  - TOKYO MX等UHF電視動畫《潮與虎》第1、2季片頭主題曲
2. （'14 Live Version） (6:32)
  - 作詞：大槻賢二，作曲：橘高文彥（日语：橘高文彦）、筋肉少女帶
3. （'14 Live Version） (6:01)
  - 作詞：大槻賢二，作曲：內田雄一郎（日语：内田雄一郎）
4. 釋迦（'14 Live Version）（（'14 Live Version）） (5:03)
  - 作詞、作曲：大槻賢二，內田雄一郎
5. 混合的危險 ～TV Mix Version～ (1:32)
6. 混合的危險（Instrumental） (4:17)

＊Track-2,3,4：來自2014年12月23日 LIQUIDROOM 公演收錄。

### 初回限定盤DVD
來自2014年12月23日 LIQUIDROOM 公演收錄。
1. 心折
2. 目
3. 愛（性的衝動）
4. 北極星二人 ～田～
5. （筋少 Ver.）
6. 讃歌
7. ！何!? 人生！
8. 蜜蜂飛行

## 演奏者
- 大槻賢二（日语：大槻ケンヂ）－主唱
- 橘高文彥（日语：橘高文彦）－吉他、合音
- 本城聰章－吉他、合音
- 內田雄一郎（日语：内田雄一郎）－貝斯、合音
- 長谷川浩二（日语：長谷川浩二）－鼓手（支援）
- 三柴理（日语：三柴理）－鍵盤手、FA-06（支援）
- 扇愛奈（日语：扇愛奈）（Foo-Shah-Zoo）－特別合音（Track-1）